# Екатеринбургский театр юного зрителя
Екатеринбу́ргский муниципа́льный теа́тр ю́ного зри́теля — театр юного зрителя в Екатеринбурге. В афише — спектакли для всех возрастных групп, девиз театра: «С детства — и на всю жизнь!»

## История театра
Впервые попытка создать в Екатеринбурге детский театр была предпринята в 1920 году актёрами и режиссёрами Драматического театра, в том числе начинающим тогда Григорием Александровым.
Свердловский театр юного зрителя основан в 1930 году как передвижной театр, подчинялся Отделу народного образования Свердловского горисполкома. Перед театром ставилась задача художественного воспитания детей и подростков. Первым художественным руководителем стал Юрий Корицкий, режиссёр Московского театра для детей Н. Сац. Первый спектакль — «Лягавый» по пьесе Л. Веприцкой — был сыгран 1 апреля 1930 года в здании делового клуба рабочих и крестьян. Играть приходилось на разных площадках, в том числе гастролируя по области. Было сыграно более 100 спектаклей. Первый состав труппы, набранный из актеров московских театров, после окончания договорных обязательств по причине тяжелых условий проживания и службы в театре в сентябре 1930 года вернулся обратно в Москву.

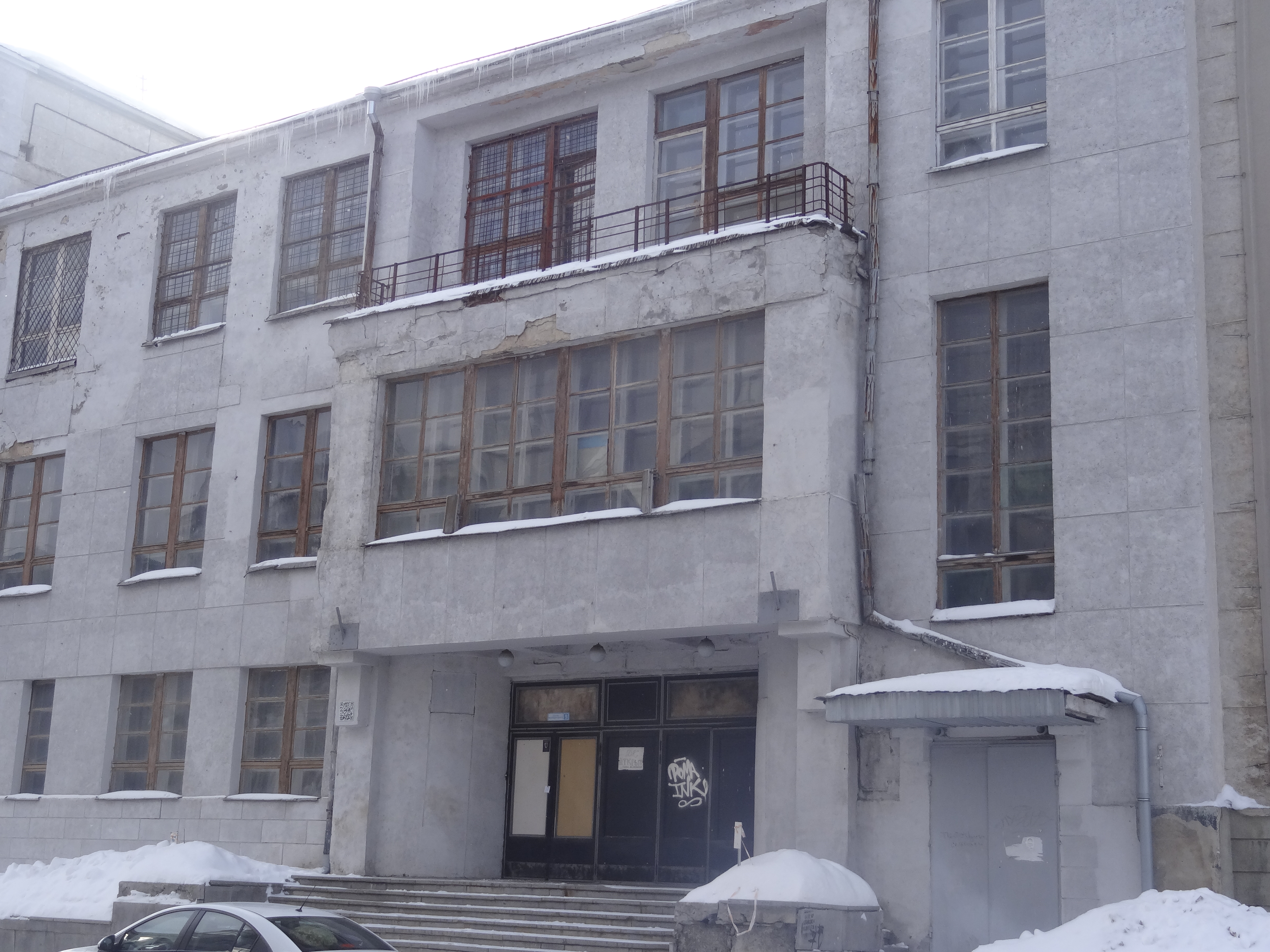
клуб Профинтера

В сентябре 1930 года была набрана новая труппа театра также из актеров московских театров. В состав этой труппы вошли известные впоследствии актеры Театра имени Е. Б. Вахтангова Владимир Осенев и Анатолий Борисов.
В 1931 году театру выделили первое постоянное помещение в клубе Профинтера, д. 7/8 на пересечении улиц Антона Валека и Урицкого. Здание было реконструировано в 1928—1929 годах, в нём было просторное фойе, гардероб и большой зрительный зал на 700 человек. Театр здесь находился до 1937 года. В составе театра была труппа кукольников, которая позже выделилась в самостоятельный Свердловский городской кукольный театр. В 1936—1937 гг. театр носил имя А. Косарева (присвоено в марте 1936 года).
В дальнейшем театр долгое время занимал бывший особняк Общественного собрания (клуб имени Вайнера) на ул. Карла Либкнехта, д. 38
.
В 1958 году в связи с 40-летием комсомола по предложению Свердловского горисполкома Свердловский облисполком театру присвоено имя Ленинского комсомола
В 1970 году здание театра перенесло крупный пожар, после которого продолжительное время велись ремонтные работы, а актеры выступали на других сценических площадках. Стараниями директора Ирины Петровой с конца 1960-х гг. для театра начали строить новое спроектированное московским архитектурным бюро здание.
Проект здания был разработан в период 1965—1970 г.г. сотрудниками Центрального научно-исследовательского института зрелищных зданий и спортивных сооружений в Москве, которым руководил известный архитектор Б. С. Мезенцев. Над проектом будущего театра работали: главный архитектор Я. А. Камкин, главный инженер-технолог В. М. Дубинин и руководитель архитектурно-планировочной мастерской Ю. Л. Шварцбрейм.
По требованию первого секретаря свердловского обкома КПСС Б. Ельцина затянувшееся строительство было завершено к 7 ноября 1977 года, он же и перерезал красную ленту на церемонии открытия.
В конце 1980-х годов на смотре детских театров Советского Союза в Москве получил награды сразу в нескольких номинациях: «Лучший спектакль», «Лучший режиссёр», «Лучший художник» (Анатолий Шубин), «Лучший композитор» (Александр Пантыкин), «Лучшая мужская работа» (Владимир Сизов — Иисус Христос и Владимир Кабалин — Иуда Искариот).
В 1989 году в одном из репетиционных помещений оборудовали малый зал, он не содержал никакого специального сценического оборудования.

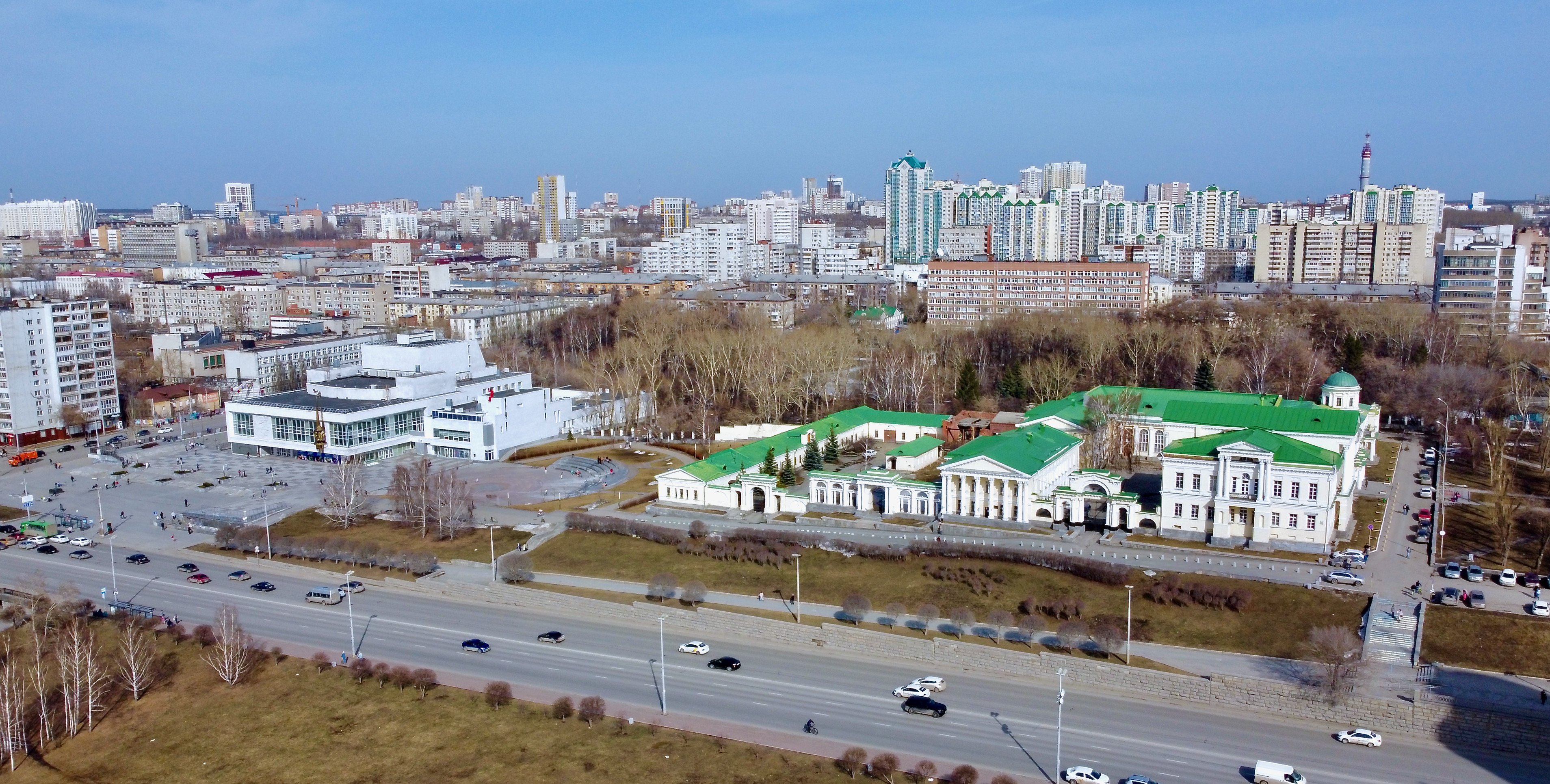
Ансамбль северного склона Вознесенской горки: Справа на переднем плане — усадьба Расторгуевых — Харитоновых, левее — ТЮЗ

В 1990 году Екатеринбургский ТЮЗ провёл Всероссийский фестиваль «Реальный театр», ставший традиционным.
Екатеринбургский ТЮЗ гастролировал в России и за границей: его спектакли были представлены на международных театральных фестивалях в Германии, Франции, Греции, Швеции, Польше, Болгарии, Австрии, Италии, Пакистане, Китае, Хорватии, Сербии, Италии, Великобритании, Румынии.

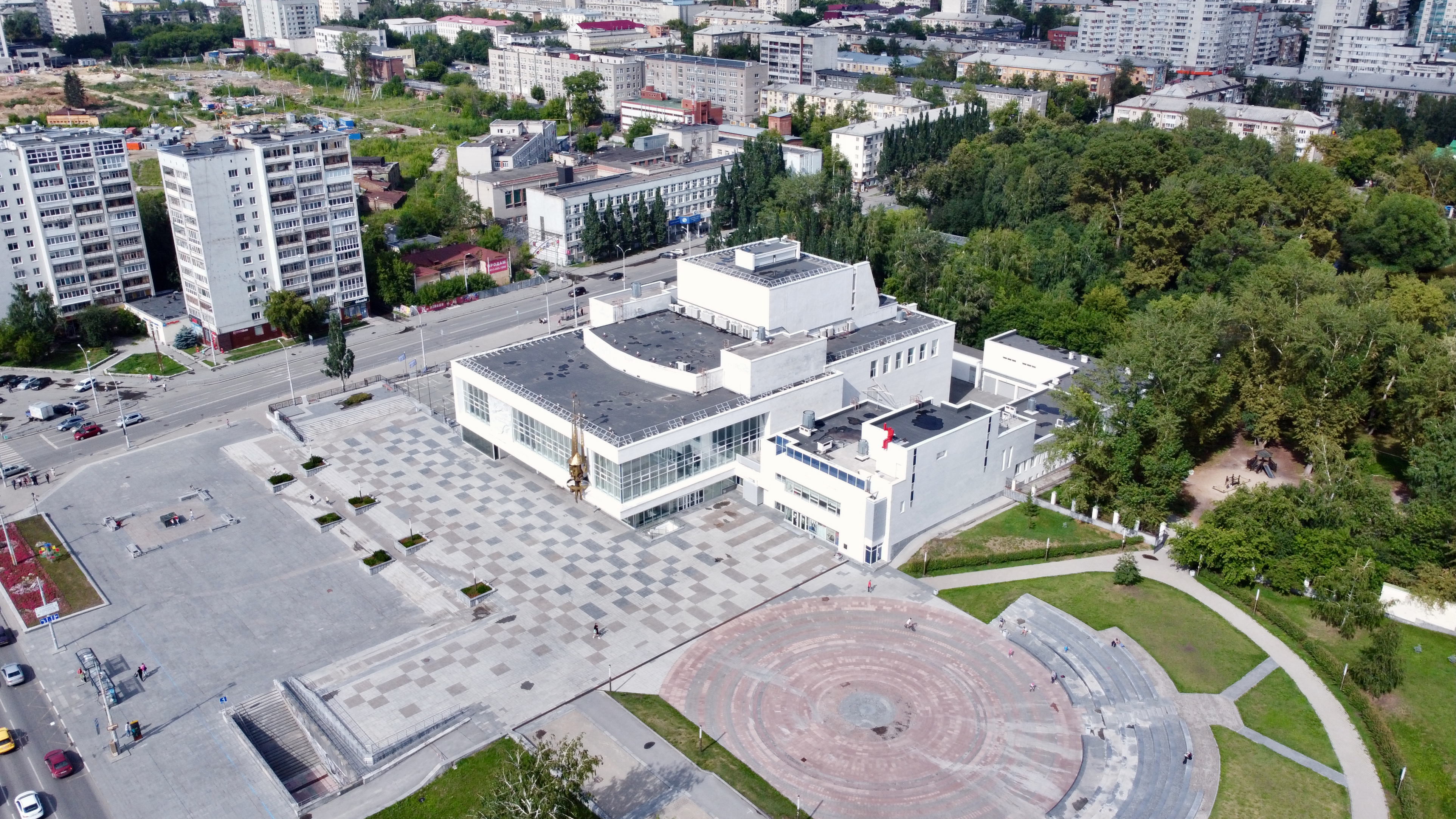
Площадь и театр с высоты

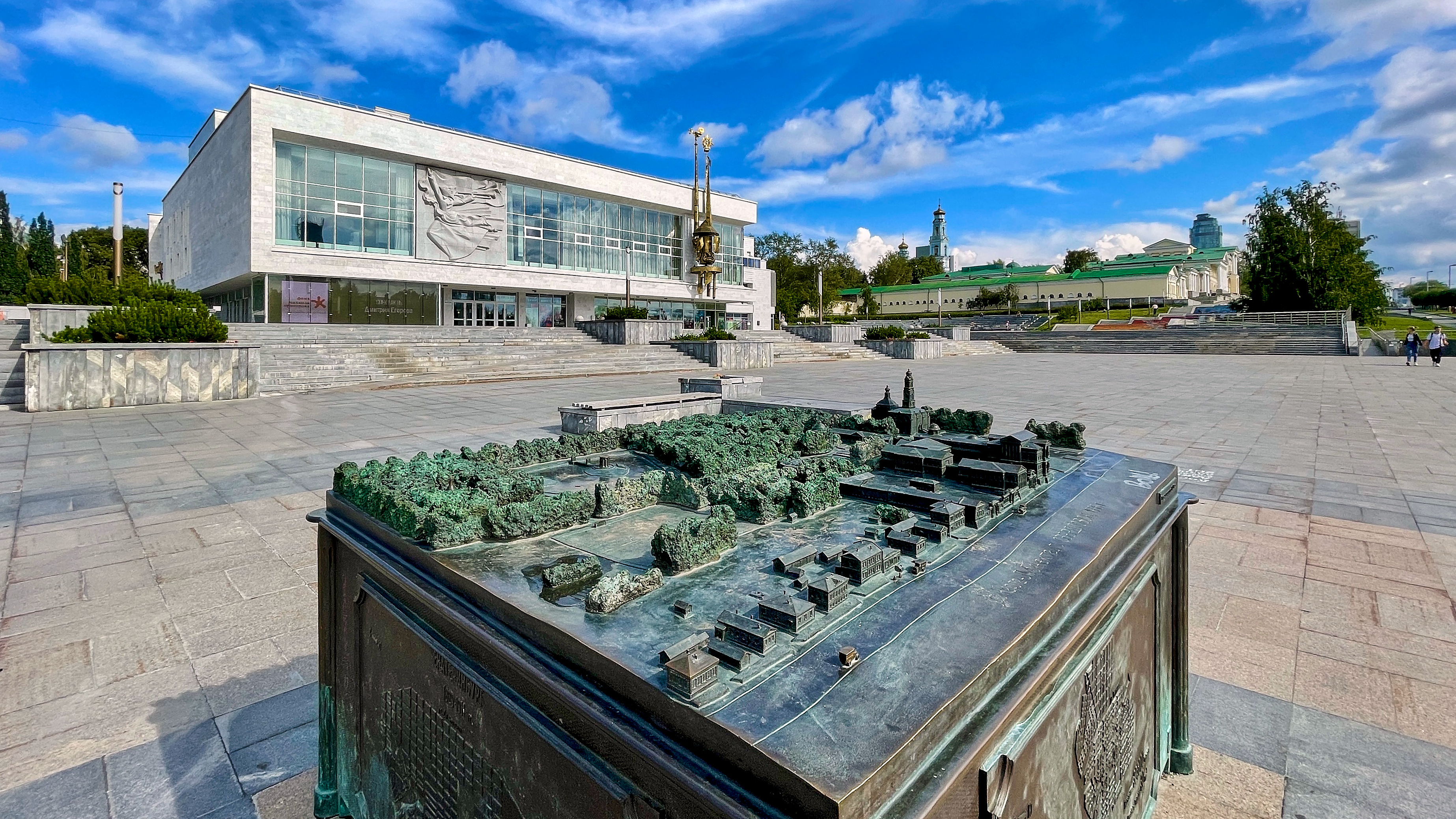
Модель исторических зданий Вознесенской горки перед театром

С 2001 года с приходом Вячеслава Кокорина на площадке театра ежегодно проводится семинар «Современная европейская драматургия» и организуется мастерская «Молодая режиссура и профессиональный театр». Возникли лабораторные движения, стали читать современную драматургию и открывать драматургов. В 2002 году появился проект, представляющий спектакли современной драматургии — «Театр за бетонной стеной».
С 2011 по 2015 театр работал без главного режиссёра. С 2017 года художественным руководителем театра назначен Григорий Лифанов.

## Капитальный ремонт
В 2012 году по заказу Администрации Екатеринбурга был разработан проект первого за 35 лет капитального ремонта театра. С 10 января 2013 года, выиграв тендер на строительно-монтажные работы, компания ЗАО «Атомстройкомплекс» приступила к капитальному ремонту главного корпуса.
После ремонта ТЮЗ сохранил только внешний облик: внутри была проведена перепланировка помещений, выполнена замена всех инженерных сетей и коммуникаций, замена системы вентиляции и кондиционирования воздуха. В Большом зале была полностью заменена механика сцены, установлено звуковое оборудование, позволяющее создавать реалистические звуки и погружаться в звуковое пространство спектакля. Установлены антивандальные кресла на 650 зрителей. Кроме главного корпуса был построен малый зал на 150 мест. Перед зданием ТЮЗа появились смотровые площадки со скамейками, новые клумбы. Между театром и Городским дворцом творчества был построен амфитеатр на 540 мест.
Официальное открытие обновлённого театра состоялось 18 ноября 2014 года, в исторический день рождения Екатеринбурга.

## Технические характеристики сцены
- Большая сцена: 650 мест. Зеркало сцены 14×8 м, глубина сцены 20 м, высота 20 м, диаметр круга 14 м.
- Малая сцена: 150 мест. Зеркало сцены 9×3 м, глубина сцены 10 м, высота 3,5 м.

## Фестиваль «Реальный театр»
Основателем и арт-директором фестиваля стал Олег Лоевский, он формирует программу фестиваля и является модератором фестивальных обсуждений. В 1990 году статус первого фестиваля был региональный, тогда в нём приняли участие театры Урала, Сибири и Дальнего Востока, а зарубежные гости стали чуть ли не первыми иностранцами, приехавшими в «открытый» Свердловск. В 1994 году Министерство культуры РФ присвоило ему статус Всероссийского.
И доныне Лоевский формирует программу фестиваля, а также является модератором фестивальных обсуждений.
 Автором эмблемы фестиваля является главный художник театра Анатолий Шубин.

## Руководители
- 1930—1931 — А. С. Киселевский
- 1931—1932 — Н. И. Быков
- 1932—1934 — П. А. Демин
- 1934—1937 — Николай Николаевич Секачев
- 1937—1939 — Сергей Петрович Волков
- 1939—1944 — Александра Георгиевна Деменева
- 1945—1949 — Константин Ильич Пальмов
- 1949—1952 — Ольга Николаевна Раздъяконова
- 1952—1954 — Геннадий В. Волков
- 1955—1958 — И. В. Семенов
- 1958—1960 — Евгений Павлович Радукин
- 1960—1961 — Валерий Александрович Кузнецов
- 1961—1964 — Наталья Иосифовна Купчинова
- 1964—1979 — Ирина Глебовна Петрова[9]
- 1979—1984 — Михаил Вячеславович Сафронов
- 1984—2010 — Янина Ивановна Кадочникова[10]
- 29.06.2010—11.2016 — Светлана Николаевна Учайкина[11][12]
- 01.02.2017—01.04.2024 — Евгения Леонидовна Умникова[13]
- 01.05.2024 — н.в — Сергей Владимирович Радченко

## Режиссёры
В разные годы театр возглавляли:
- Юрий Корицкий (1930—1932)
- Владимир Игренев (1932—1937)
- Вениамин Битюцкий (1937—1939)
- Константин Бережной (1939—1940)
- Владимир Игренев (1940—1944)[14]
- Н. И. Муратов (1945—1948?)
- Леонид Дашковский (?1949 — ?)
- Сергей Шпанов (1951)[15]
- Сергей Силаев (1951—1955)
- Владимир Мотыль (1955—1957)
- Павел Харлип (1958—1962)
- Реги Саркисян (1963—1964)[16]
- Юрий Жигульский (1964—1976)
- Юрий Котов (1977—1980)
- Владимир Рубанов (1981—1986)
- Дмитрий Астрахан (1986—1987)
- Семён Лосев (1988—1991)
- Георгий Цхвирава (1991—1995)
- Анатолий Праудин (1995—1996)
- Юрий Жигульский (1996—1999)
- Вячеслав Кокорин (2001—2006)
- Евгений Зимин (2009—2011)[17][18]
- Илья Ротенберг (2015—2017)[19]
- Григорий Лифанов (12.2017—08.2022)

## Труппа театра

### В настоящее время
народные артисты России:
- Любовь Ворожцова (с 1966 года)
- Светлана Замараева
- Владимир Нестеров

заслуженные артисты России:
- Александр Викулин
- Олег Гетце
- Екатерина Демская
- Владимир Иванский
- Владимир Кабалин
- Любовь Ревякина
- Илья Скворцов

артисты:
- Даниил Андреев
- Дарья Большакова
- Василиса Борок
- Алексей Волков
- Мария Викулина
- Владислав Гетце
- Марина Егошина
- Алексей Журавлёв
- Олеся Зиновьева
- Борис	Зырянов
- Любовь Иванская
- Александр Кичигин
- Данила Кондратенко
- Наталия Кузнецова
- Алеся Маас
- Ольга	Медведева
- Дмитрий Михайлов
- Дарья Михайлова
- Сергей Молочков
- Павел	Поздеев
- Александра Протасова
- Елена Стражникова
- Сергей Тиморин
- Алексей Пинигин (с 2021)
- Мария Морозова (с 2020)
- Геннадий Хошабов
- Любовь Олейник (с 2022)
- Виктория Семенова (с 2022)
- Надежда Крюкова (с 2022)
- Екатерина Малых (с 2022)
- Ростислав Ганеев (с 2022)
- Иван Гилев (с 2022)
- Андрей Папшев (с 2022)
- Владислав Пивнев (с 2022)

### В прежние годы
- Игорь Белозёров (1949—1994)
- Светлана Гайтан (1966—?)
- Сергей Гамов (1981—2006)
- Олег Гущин (1984—1991)
- Александр Замураев (2006—2009)
- Наталия Королёва (1966—1974)
- Нина Лаженцева (1937—1985)
- Сергей Монгилёв (2006—2021)
- Леонид Неведомский (1957—?)
- Владимир Осенев (1930—1933)
- Борис Плотников (1970—1978)
- Владимир Сизов (1969—2021)
- Валерий Смирнов
- Любовь Теплова (1968—2011)
- Галина Умпелева (1962—1967)
- Елена Юнгер (1930—1932)

## Репертуар
Современный репертуар
для детей
- Бременские музыканты — Ю. Энтина, В. Ливанова, реж. Владимир Рубанов (2002)
- Каштанка — А. Чехова, реж. Вячеслав Кокорин (2001)
- Кот в сапогах — Ш. Перро, реж. Сергей Землянский (2018)
- Морозко — И. Скворцова по мотивам русских народных сказок, реж. Владимир Иванский (2017)
- Незнайка на Луне — инсценировка С. Баженовой по пьесе Н. Носова, реж. Олег Гетце (2017)
- Сказка о потерянном времени — А. Богачёвой по мотивам сказки Е. Шварца, реж. Григорий Лифанов (2018)
- Сказки голубой феи — инсценировка С. Замараевой, реж. Светлана Замараева (2018)
- Тимур и его команда — по повести А. Гайдара, реж. Павел Пронин (2019)
- У ковчега в восемь — У. Хуба, реж. Евгений Зимин (2009)
- Щелкунчик — Э. Гофмана, реж. Василий Сенин (2019)

для взрослых
- 730 шагов — по роману Ф. Достоевского «Преступление и наказание», реж. Григорий Лифанов (2019)
- Без вины виноватые — А. Островского, реж. Григорий Дитятковский (2011)
- Вишнёвый сад — А. Чехова, реж. Анатолий Праудин (2018)
- Евгений Онегин — А. Пушкина, реж. Кузнецова Ксения (2018)
- Земля Эльзы — Я. Пулинович, реж. Илья Ротенберг (2015)
- Золушка Е. Шварца, реж. Дмитрий Касимов (2017)
- Кентервильское привидение О. Уайльда, реж. Илья Ротенберг (2016)
- Маленькая принцесса — Я. Пулинович по мотивам романа Ф. Бёрнетт, реж. Илья Ротенберг (2016)
- Пиковая дама — по мотивам повести А. Пушкина (2020)
- Принц из замка Депо — Е. Гороховской, реж. Екатерина Гороховская (2016)
- Прощание в июне — А. Вампилова, реж. Григорий Лифанов (2019)
- Русалочка — Х. Андерсена, реж. Роман Феодори (2015)
- Собачье сердце — по мотивам повести М. Булгакова, (2020)
- Стеклянный зверинец — Т. Уильямса, реж. Анна Гусарова (2018)
- Ужасные дети — О. Таракановой, реж. Максим Соколов (2020)
- Шли девчонки по войне — Т. Дрозд, реж. Григорий Лифанов (2015)
- Э!.. — на тему комедии Н. Гоголя «Ревизор», реж. Григорий Лифанов (2017)

Постановки прошлых лет
- Академия смеха — К. Митани, реж. Владимир Рубанов
- Аладдин и волшебная лампа — реж. Юрий Жигульский
- Алиса в Зазеркалье — реж. Анатолий Праудин
- Бонжур, месье Перро! — Н. Слепаковой, реж. Евгений Зимин
- Гроза — А. Островского, реж. Юрий Котов
- Двенадцатая ночь — У. Шекспира, реж. Борис Цейтлин
- Дневник Анны К. — инсценировка Н. Скороход по роману Л. Толстого «Анна Каренина», реж. Анатолий Праудин
- Доходное место — А. Островского, реж. Дмитрий Астрахан
- Елена Премудрая — М. Бартенева, реж. Евгений Зимин
- Житиё и страдание преподобной мученицы Февронии — М. Бартенева, реж. Анатолий Праудин
- Зелёная кобылка — П. Бажова, реж. Юрий Котов (диплом фестиваля Бажова)
- Иуда Искариот — по Леониду Андрееву, реж. Анатолий Праудин
- Класс Бенто Бончева — М. Курочкина, реж. Илья Ротенберг (2015)
- Колобок — Н. Скороход, реж. Георгий Цхвирава
- Конёк-Горбунок — П. Ершова, реж. Юрий Котов
- Красная шапочка — Е. Шварца, реж. Дмитрий Астрахан
- Кто, если не ты?… — В. Суглобова, реж. Дмитрий Астрахан
- Летят журавли — В. Розова, реж. Юрий Котов (премия СТД, премия Ленинского Комсомола)
- Ля бемоль — реж. Анатолий Праудин
- Маленький лорд Фаунтлерой — Ф. Бёрнетт, реж. Юрий Жигульский
- Матрос Чижик — по «Морским рассказам» К. Станюковича, реж. Юрий Жигульский
- Мы, герои — Ж.-Л. Лагарса совместно с Комеди де Сент-Этьен / Национальный драматический центр, Театром Аквариум (Париж) при поддержке Культурфранс и Французского альянса в Екатеринбурге, реж. Франсуа Рансийак (Франция)
- Наташа Ростова — Л. Толстого, реж. Юрий Котов (диплом «За лучшую постановку»)
- Нахалёнок — реж. Юрий Жигульский
- Наш большой друг — реж. С. П. С* У ковчега в восемь — История Всемирного Потопаилаев (1952)
- Не считайте мои годы — реж. Юрий Жигульский (1970)
- Недоросль — Д. Фонвизина, реж. Дмитрий Астрахан
- Оловянная сказка или Подарок волшебника — Т. Габбе, реж. Евгений Зимин
- Очень простая история — М. Ладо, реж. Вячеслав Кокорин
- Песочница — М. Вальчака, реж. Дмитрий Михайлов
- Пеппи — Ю. Ким, В. Дашкевич по мотивам А. Линдгрен «Пеппи Длинный чулок», реж. Владимир Золотарь
- Приключения Чиполлино — А. Бадулина, А. Чутко, реж. Андрей Бадулин
- Разбойник — К. Чапека, реж. Георгий Цхвирава
- Р.В.С. — А. Гайдара, реж. Н. В. Коробов (1975)[20]
- Родительская суббота — А. Яковлева, реж. Юрий Котов
- С тобой всё кончено навсегда — М. Равенхилла, реж. Олег Гетце
- Серая шейка — Е. Гороховской по мотивам рассказов Д. Мамина-Сибиряка
- У ковчега в восемь — История Всемирного Потопа, реж. Екатерина Гороховская
- Стойкий оловянный солдатик — С. Баневича, реж. Вячеслав Кокорин
- Тестостерон — А. Сарамоновича, реж. Олег Гетце
- Тимур и его команда — А. Гайдара (1941)
- Трактирщица — Карло Гольдони, реж. Олег Юмов
- Трамвай «Желание» — Т. Уильямса, реж. Георгий Цхвирава
- Укрощение строптивой — У. Шекспира, реж. Владимир Золотарь
- Утиная охота — А. Вампилова, реж. Дмитрий Астрахан
- Чайка — А. Чехова, реж. Георгий Цхвирава
- Человек рассеянный — по стихам С. Маршака, реж. Анатолий Праудин
- Человек-подушка — М. Макдонаха, реж. Олег Гетце (номинант на «Золотую маску»)
- Эвита Копи — реж. Жан-Клод Котийар (Франция)

## Награды и премии
- 1979 — премия Ленинского комсомола — «За большую работу по коммунистическому воспитанию молодёжи»
- 2003 — национальная театральная премия «Золотая Маска» за спектакль «Каштанка» по А. Чехову (реж. Вячеслав Кокорин)